# 屈良鹄
屈良鹄（1953年8月—），生物学家，中山大学生命科学学院教授、博士生导师，研究方向为分子生物学与基因工程。中华人民共和国教育部第二批“长江学者”特聘教授。担任《中国科学》、 《科学通报》等多个杂志编委、主持“973”等多个重点学术科研项目，发表百余篇论文，获得多项专利和多个奖项。1982年2月毕业于武汉大学生物系，1986年11月获得法国国家级博士学位，1987年10月起任中山大学生物工程研究中心教授。